# Pollyanna (1920)
Pollyanna is een Amerikaanse stomme film uit 1920 onder regie van Paul Powell. De film is gebaseerd op het boek van Eleanor H. Porter en op het toneelstuk van Catherine Chisholm Cushing. Mary Pickford speelt een dubbelrol in de film: Een jongen en zijn moeder.

## Verhaal
Pollyanna Whittier's ouders zijn onlangs overleden. Ze moet nu verhuizen naar haar tante Polly. Pollyanna probeert alles optimistisch in te zien, maar als haar tante een chagrijnige vrouw blijkt te zijn, wordt Pollyanna al gauw ongelukkig. Als ze ook nog eens klusjes moet doen, besluit ze dat haar leven moet veranderen.

## Rolverdeling
| Acteur             | Personage              |
| ------------------ | ---------------------- |
| Mary Pickford      | Pollyanna Whittier     |
| Katherine Griffith | Tante Polly Harrington |
| Helen Jerome Eddy  | Nancy Thing            |
| George Berrell     | Tom                    |
| Howard Ralston     | Jimmy Bean             |
| Herbert Prior      | Dokter Tom Chilton     |